# هوم
هوم یا هَئُمَه (اوستایی: 𐬵𐬀𐬊𐬨𐬀) اسطوره‌ای است در ایران و هندوستان باستان که از دو نمود آسمانی و زمینی برخوردار است. هوم آسمانی فرزند ذکور اورمزد یا اهورا مزدا و تجلی مادی آن گیاهی درمان‌گر است که با دشمنان اهریمنی مبارزه می‌کند. همتای هندی هوم سومه است که حالت ایزدی-گیاهی دارد در برخی منابع زرتشتی همچون بندهشن و منابع متاخر در دورهٔ اسلامی مثل شاهنامه فردوسی  نام برده شده‌است. فشردن آئینی گیاه هوم را به عنوان یک قربانی غیر خونین به شمارآورده‌اند. اهوم آئینی نمادی از هوم سپید است که در ته دریای فراخکرد می‌روید. این گیاه را در گیتی با گیاهی تحت عنوان افدرا که در کوه‌ها رشد می‌کند یکی می‌دانند.

## چیستی هوم

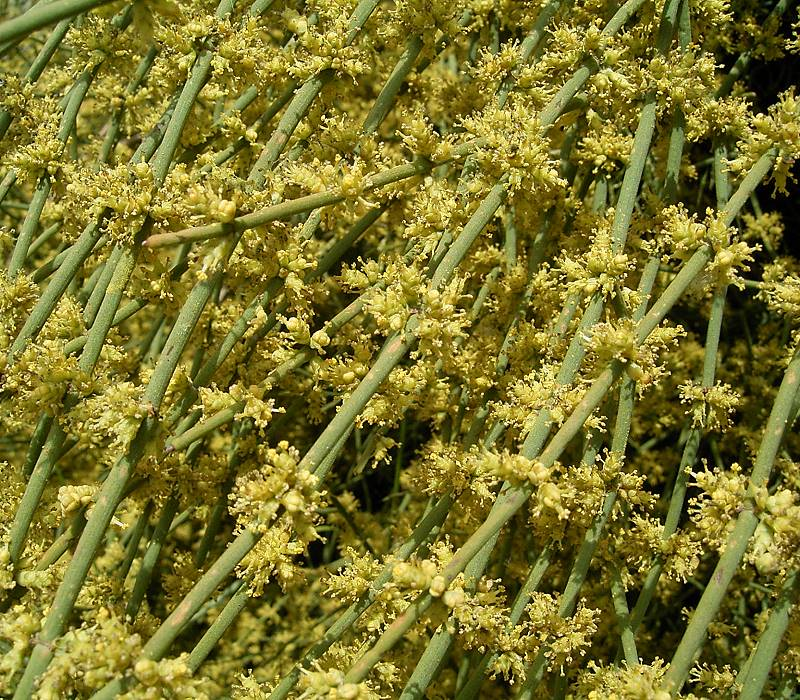
ساقه‌های افدرا

هوم (هومَه) چیزی بیش از یک گیاه یا نوشابه است، یک ایزد است. برایش قربانی می‌کردند و بخش‌های معینی از خون قربانی به آن تخصیص داده می‌شد. از آنجا که ایزد است، در اثر فشردن کشته می‌شود، برهماها همین را دربارهٔ سومَه می‌گویند. hi somo ghanati va enam etad tad abhisunvanti devo «سومَه خداست؛ با فشردنش کشته می‌شود.» (Satapatha 3.9,:4,17)
بنابراین، قربانی کردن هومه، قربانی کردنِ یک ایزدِ در حال مرگ برای ایزدی دیگر است. علاوه بر آن، پس از خیرات، موبد و مؤمن قربانی را به سلامتیِ زندگیِ بی پایان و رستاخیز می‌نوشند. این مفهوم از نظر «زونر»، شباهت فوق‌العاده‌ای با مراسم عشاء ربانی کاتولیک‌ها دارد. زونر نشان داده‌است که هومه از اهورامزدا به عنوان پدر (یشت ۴۰۱۱) یاد می‌کند. باری به نظر اغراق‌آمیز می‌رسد که هومَه «پسر خداوند باشد، و خود را به پدر آسمانی، پیشکش کند.»
ریشه‌شناسی این واژه حاکی از آن است که این گیاه ماده‌ای بوده‌است که آن را می‌فشرده‌اند یا می‌کوبیده‌اند. چیستی هوم [هئومه] یکی از بحث انگیزترین موضوع‌ها در پژوهش‌های ایران‌شناسی به‌شمار می‌رود. بیش از یکصد گیاه پیشنهاد شده‌است، از جمله اِفِدرا، انواع انگور، شاهدانه، ریواس، هارمالین و جینسینگ.
موبدانِ عهدِ ساسانی بر این باور بودند که این گیاه انسان‌های پاک را می‌تواند به جهان دیگری رهنمون شود، چنان‌که می‌گویند کرتیر موبد بلندپایه زرتشتی با نوشیدن این نوشابه به دیدار جهان پس از مرگ رفت اما در کتیبه‌های کرتیر هیچ اشاره‌ای به نام هوم نشده‌است. به علت ارتباط آن با مکاشفات، برخی می‌انگارند که شاید این نوشابه را از گیاه شاهدانه به دست می‌آورده‌اند. تا کنون به‌طورِ یقین هوم با یکی از گیاه‌های معروف در علمِ گیاهشناسی مطابق داده نشده‌است. در پاره هفتم کتاب دینکرد آمده‌است که دو مرغ شاخه هوم را - که امشاسپندان، فروهر زرتشت را در آن جا داده بودند - از کوه اسنوند برداشتند و آن را بر آشیانه خود نهادند. آن شاخه بر بالای درخت با آن پیوند خورد و همیشه سبز بود. بنابراین شاید بتوان هوم اولیه را در گیاهان همیشه سبزی که بر روی درختان بلند می‌روییدند (دارواش) جست. اما به نظر می‌رسد در طول تاریخ و با مهاجرت هندو ایرانیان از زیستگاه سرد نخستین به سرزمین‌های گرم، گیاهان مختلفی به عنوان هوم استفاده شدند چنان‌که تعداد نامزدان شمرده شده هوم به بیش از ۳۰ می‌رسد. یکی از این نامزدان چنان‌که در منابع دارویی کهن چین ثبت شده، در آغاز سده دوم پیش از میلاد با نام شاهدانه ایرانی یا hu-ma از مرزهای شرقی ایران (فرغانه) وارد قلمرو چین شد و به دلیل آن که از فراورده‌های آن به عنوان غذا و دارو و کود و سوخت (روغن) و الیاف استفاده می‌شد خیلی زود گسترش یافت و رفاه و ثروت را برای مردمان غرب چین در پی داشت. این دانه کنجد (Sesame) بود. از نظر تاریخی این دوره زمانی با تلاش سکاهای شمال سرزمین پارت برای کوچ به جنوب که با مقاومت اشکانیان روبه رو شد مطابق است. در نتیجه شکست در برابر اشکانیان، سکاها به ناگزیر با دور زدن سرزمین پارت‌ها سرانجام خود را به سرزمینی رساندند که از آن پس به نام ایشان سیستان نام گرفت.
این سکاها احتمالاً همان سکاهای «هئومه ورگا» هستند که داریوش از آنان به HAUMAVARGA نام می‌برد (کتیبه DNa) و محصول روغن کنجد آنان اهمیتی برابر روغن نهنگ در قرن ۱۸ یا نفت در زمان حاضر داشت.
هوم در دنیای مینوی ایزد است و در گیتی گیاه است و درمان بخش است. هوم آسمانی، پسر اهورا مزدا است. فشردن این گیاه (کوبیدن در هاون برای به دست آوردن شیره گیاه) نوعی قربانی غیر خونین است. قربانی شدن او موجب شکست شر است. او ایزدی است که در مراسم قربانی، قربانی می‌شود تا مردم به زندگی برسند. امروزه گیاهی را که زرتشتیان در مراسم هوم افشری به کار می‌برند، گونه‌ای از گیاه افدرا تشخیص داده‌اند که بنمایه دارویی به نام افدرین از آن گرفته می‌شود.
واسن نشان داده‌است در پشت سومهٔ هندیان و هوم ایرانیان افشرهٔ نوعی غاریقون نیمه سمی خشک شده و خیسانده به نام قارچ مگس (Amanita muscaria) نهفته‌است. هنوز تا زمان ما شمن‌های سیبری از این نوشابه برای سفر به جهان دیگر استفاده می‌کنند. چون این نوشیدنی تنها ماده سُکرآوری است که حتی در ادرار نیز به صورت مؤثر باقی می‌ماند، معتادان به نوشابهٔ هوم برای رسیدن به نشئگی از نوشیدن ادرار کسانی که این نوشابه را خورده‌اند هم رویگردان نبودند و این کار را هشت نه بار تکرار می‌کردند. با توجه به این واقعیت به ناگهان رویگردانی زرتشت از ادرار می‌مفهوم پیدا می‌کند.

## هوم در منابع
در گاهان از هوم نامبرده نشده لیکن در بندهشن در فصل شانزدهم ذکر شده و در یسن نهم تا یازدهم مورد ستایش قرار گرفته‌است. درضمن در شاهنامه نیز صورتی  کاملاً جسمانی و انسانی دارد واز حالت ایزدی خارج شده‌است.

### تاریخچه هوم
در زمان حیات زرتشت کرپن‌ها در مراسم دینی خود برای رسیدن به حالت خلسه از هوم و همچنین یک مادهٔ بیهوش‌کننده دودزا که گویا همان شاهدانه باشد، استفاده می‌کردند. هرودوت نقل می‌کند که در مراسم سکاها تخم‌های شاهدانه را روی سنگ‌های سرخ‌شده می‌اندازند. این سنگ‌ها دود می‌کنند و بخاری از آن‌ها برمی‌خیزد به اندازه‌ای شدید است که هیچ گرمابهٔ عرق‌آوری را با آن نمی‌توان سنجید. سکاها از این گرمابهٔ عرق‌آور خوششان می‌آید و غریو فریاد شادی برمی‌دارند. با بهره‌گیری از مایه‌های فراوان مردم‌شناسی نشان داده شده‌است که شاهدانه را برای این بکار می‌بردند که حالت خلسه را با فریادهای خلسه‌ای مربوط، پدیدآورند. اینجا یادآوری لازم است که حشیش یا منگ گونه‌ای شاهدانه‌است.
آئین هوم بی‌گمان از آئین مهرپرستی گرفته شده‌است. هوم همان سومهٔ هندی‌هاست و یک آشامیدنی آریایی باستانی برای بی‌مرگی است. شیرهٔ مستی‌آوری، که از گیاهی که اکنون باز شناختنی نیست، گرفته می‌شد. گیاهی که امروزه در آئین هوم به کار می‌رود، بدل و جانشین آن است. مراسم قربانی کردن گاو و نوشیدن هوم همراه با جشن‌های پرخرج و باشکوهی بود، این مراسم بدون آنکه به طبقات ثروتمند لطمه‌ای بزند، طبقات کشاورز و چوپان را ضعیف و فقیر می‌کرد و ظاهراً به همین سبب در نزد زرتشت با نظر قبول نگریسته نمی‌شد. اما پس از مرگ زرتشت بار دیگر هوم که موضوع نفرت شدید زرتشت بود به دین او راه یافت و پاکی و تقدس خود را بازیافت. در سراسر اوستا بجز گات‌ها، این گیاه و فشردن آن و ایزد نگهبان آن ستوده شده‌است. نیبرگ نوشته است، البته چنین نبوده‌است که پیروان او خواست و آرزوی زرتشت را به فراموشی سپرده و به او بی‌وفا شده‌باشند. هنگامی‌که هوم‌یشت سروده شد، مردم سرودهای زرتشت در گات‌ها را درمی‌یافتند و می‌دانستند که آن سرودها چه دربردارد. این نیندیشیدنی‌است که مردم پروا کرده و آگاهانه به دگرگونی آئینی دست زده‌باشند که به یقین می‌دانستند که آن دگرگونی‌ها با خواست زرتشت که به روشن‌ترین سخنان بازگو شده‌است، ناسازگاری دارد. پس جز این چیزی نمی‌ماند که زرتشت خود آئین هئومه را با بینش‌های دینی خود سازگار کرده‌است، زیرا این نکته را باید در نظر داشت که آئین کهن هئومه در دین زرتشتی تا ژرفترین زمینه‌اش دگرگون شده‌است. کشتار گاو و جشن کشتن گاو برای همیشه از میان رفته‌است. در عمل نیز پارسیان همیشه شیرهٔ گیاه تخمیرنشده بکار می‌برند نه آشامیدنی مستی‌آور و سنت بکار بردن مسکرات در آیین دینی هم از میان رفته‌است. با اینهمه از شواهد تقریباً روشن است که خلسه تا اندازه‌ای به شیوهٔ کهن خود در دین مزدیسنا دیده می‌شده‌است ولی در خدمت پیشوایان دینی‌ای بوده‌است که وظایف خاصی را برعهده داشتند. برای مثال از دورهٔ ساسانی در شرح مقدمات سفر آسمان و دوزخ ارداویراف از نوشیدن سه جام باده و شاهدانهٔ ویشتاسپی (فشردهٔ شاهدانه) سخن رفته‌است.

## جلوه‌های هوم
جلوهٔ های هوم در منابع به دودستهٔ شخصیت دنیوی و تجلی مینوی تقسیم شده‌است

### هوم در جهان مینوی
هوم مینوی به عنوان فرزند اورمزد و موبدی آسمانی شناخته‌می‌شود که برای ایزدان قربانی می‌کند.هوم بااین کار از روح حیوان قربانی شده حراست می‌کند گفته شده که در هر قربانی زمینی هوم نیز حضور دارد تا از شخصیت قربانی آگاه شده و اورا مناسب قربانی تشخیص دهد در غیر این صورت جانور قربانی شده در روز داوری از قربانی کننده شکایت خواهد کرد

### هوم در گیتی
هوم در عالم ماده به صورت گیاه دور کنندهٔ دشمنان و سرور گیاهان مطرح شده‌است. در هوم خاصیت شفابخشی نیز موجود است. فشردن گیاه هوم در مراسم آئینی با پدیده‌های آسمانی تابیدن خورشید و باریدن باران پیوند مستقیم برقرار می‌کند.
استعمال هوم در مناسک دینی نوعی قربانی فاقد خون ریزی تلقی شده‌است. این فدیه از قابلیت حیات بخشی برخوردار و مفرح است. لیکن سکرآوری را از ویژگی‌های آن ذکر نکرده‌اند. از دیگر خاصیت‌های این قربانی شکست دادن شر، شفابخشی ودارا بودن قدرت‌های معجزه‌آسا را برشمرده‌اند.
هوم مورد استفاده در مراسم آئینی را نمادی از هوم سپید می‌دانند. هوم سپید یا همان گوگرن گیاهی اساطیری است که در اعماق دریای فراخکرد می‌روید. این گیاه اسطوره‌ای سرور گیاهان شفادهنده بوده و قابلیت اعطای بیمرگی را داراست ودر بازسازی جهان موسوم به فرشگرد گیاهی کارامد است. اهریمن وزغی را در انتهای دریای فراخکرد مأمور نابودی هوم سپید کرده که البته اورمزد نیز با نگهبان قراردادن دو ماهی مینوی واکنشی در مقابله با اهریمن صورت داده‌است.
در هوم تجسمی از جنگندگی نیز نهفته‌است که مسئول مبارزه با شر است. هوم آئینی را با گیاهی مشهور به افدرا که در کوه‌ها می‌روید یکسان دانستند.
در مراسم آئینی گیاه هوم را در هاون کوبیده پس از آن شیرهٔ به دست آمده را از صافی پدیدآمده ازموی گاو عبور داده ودر تهایت باآب خوانده شده می آمیزند.
گفته شده که به چهار مردی که این گیاه را فشرده‌اند فرزندانی نیک عطا شده است.
این چهار نفر عبارتند از ویونگهان پدر جمشید، آبتین/آتبین/اثفیان که فریدون بدو داده شد وثریته. سریت وپورشسب که ترتیب صاحب گرشاسب و زردشت شدند.

## تصویر هوم در شاهنامه فردوسی
هوم در شاهنامه به صورت پیرمردی عابد به تصویر کشیده شده که در دستگیری افراسیاب پادشاه توران نقش مهمی را ایفا کرده‌است.
در شاهنامه فردوسی آمده است :
| یکی مرد نیک اندران روزگار  |  | ز تخم فریدون آموزگار        |
| پرستار با فر و برز کیان    |  | بهر کار با شاه‌ بسته میان    |
| پرستشگهش کوه بودی همه      |  | ز شادی شده دور و دور از رمه |
| کجا نام این نامور هوم بود  |  | پرستنده دور از بر و بوم بود |
| یکی کاخ بود اندران برز کوه |  | بدو سخت نزدیک و دور از گروه |
| پرستشگهی کرده پشمینه پوش   |  | ز کافش یکی ناله آمد بگوش    |

## هوم در اوستای کهن
هوم یشت در درون یسناها جای داده شده‌است و از یسنای ۹تا۱۱ را در بر می‌گیرد، هر چند که یشت بیستم اوستا نیز با نام هوم یشت نامیده می‌شود، اما تنها چند بند هوم یشت اصلی را دربردارد.
این یشت در بزرگداشت و ستایش گیاه همیشه سرسبز هوم که در اوستا با نام هوم که در سانسکریت سومه آمده، سروده شده‌است. هوم یشت در ۳ هات یسنا و۷۱ بند جای داده شده‌است.
اما بسیاری از این بندها در دوره‌های جدیدتر به متن اصلی افزوده شده‌اند. افزوده‌های احتمالی جدیدتر عبارت انداز بندهای ۱٬۲٬۱۲ تا ۱۵٬۲۴٬۲۶٬۲۷٬۲۹ تا ۳۲ از یسنای نهم؛ ۱٬۲٬۵ تا ۱۰٬۱۲ تا ۱۶٬۱۸٬۱۹ از یسنای دهم؛ و به احتمال همهٔ هجده بند یسنای یازدهم.
«هوم» درختچه ایست همیشه سرسبز که در باورهای ایرانی به عنوان سرور و رد گیاهان شناخته می‌شده و از افشرهٔ آن نوشیدنی ای فراهم می‌ساختند. «هوم» را در ناحیه‌های مختلف با نام‌های گوناگونی می‌شناسند: ریش بز، ارمک، کشک (در دشت جوین خراسان)، الته، مادرخ (در بدخشان)(در مناطق پامیر منجمله شغنان بنام هماجک)، خوم (در ناحیهٔ پنجکنت تاجیکستان) و شرپه (در بالا آب زرافشان و یغناب).
اهمیت و جایگاه هوم به چند ویژگی آن بستگی داشته‌است: هوم تنها در کوهستان‌ها و به ویژه در صخره‌های سنگی و بر فراز آن‌ها و به‌طور خودکار می‌روید و می‌دانیم که کوه خود واسطهٔ میان جهان مینوی یا سرای مردمان و سرای ایزدان و اهورامزدا است، به ویژه که برگ‌ها و ساقه‌های هوم همواره سر به آسمان کشیده هستند؛ هوم حتی در دل برف سرسبز باقی می‌ماند و در اوایل پاییز میوه‌های سرخ کوچک می‌دهد و هنگامی که برخی شاخه‌ها یا برگ‌های آن خشک می‌شود به رنگ زرین زیبایی نمودار می‌شود که اشاره به هوم زرین از همان گرفته شده‌است؛ هوم علی‌رغم سرسبزی و آبدار بودن، به راحتی در شعله‌های آتش می‌سوزد و موجب برانگیختگی و بر افروختگی شعله‌های آتش می‌شود؛ هوم از خانوادهٔ افدرا و دارندهٔ مادهٔ افدرین و در نتیجه افشرهٔ آن به عنوان یک گیاه دارویی خاصیت تسکینی و آرامش بخشی دارد؛ در باورهای عامه افشرهٔ هوم را موجب افزایش توان فرزند آوری در زنان نازا و همچنین موجب فزایندگی هوش و روان می‌دانند.
کارکردهای هوم بیشتر از آن است که در اینجا به همهٔ ان اشاره شود. «هوم» به جز نام گیاه، نام ایزد نگهبان این گیاه نیز به حساب می‌آید. در شاهنامه از مردی به نام هوم نیز سخن رفته‌است که در کوهستان زندگی می‌کند و درگرفتن افراسیاب به کیخسرو یاری می‌رساند؛ این نام نیز بی گمان اشاره به گیاه هوم است که در طول زمان دچار تغییرات شده‌است.
به این نکته نیز می‌توان اشاره کرد که زنگ آتشکده و ناقوس کلیسا هر دو از هاون و دسته هاونی که هوم> را در آن می‌کوبیدند و بعدها به شکل آیینی در نیایش‌ها درآمده بوده‌است، اقتباس شده‌است.

## همتای هندی هوم
سومه همتای هندی هوم است. وی یکی از شخصیت‌های اصلی آئین‌های ودایی است که هم خدا وهم گیاه است. شیوهٔ استعمال گیاه سومه همچون هوم است که در شیرهٔ کوبیده شدهٔ آن از صافی پشمی عبور داده‌شده و در خم‌هایی که‌دران شیر و آب است می‌ریزند این مایع زردرنگ ذکر شده که اشعهٔ خورشید وبارش باران ارتباط دارد. سومه سرور رودها وباذل باروری است گیاه سومه خاصیت شفابخشی دارد که در کوه‌ها روییده و نیروی جنگنده‌ای داشته که در صورت نوشیده‌شدن نوشابهٔ آئینی توسط یک موبد بدان نیروی نابودی دشمنانش را می‌دهد جلول آسمانی سومه بر فراز همهٔ جهان‌ها ذکر شده‌است.

## مراسم هوم
مراسمِ هوم از مهم‌ترین مراسمِ مزدیسنا است و با آدابِ شست‌وشوی خاصی با سرودِ اوستا در مقابلِ مجمرِ آتش، پنج تا هفت ساقه از هوم با قدری آب زور و شاخه‌ای اورورام در هاون فشرده شده و قطراتِ حاصل از این مراسم را که از گیاهانِ فشرده شده به‌دست آمده پراهوم می‌گویند. در اوستا، یشتِ کوتاهی برای هوم سروده شده‌است. هوم و شیره یا افشره آن، خاصیت‌هایی دارد که موجب رویکرد مردمان به آن شده‌است. افدرین یا آندرنالین گیاهی موجود در آن خاصیت تسکین‌بخشی به هنگام درد دارد و نوعی مسکن طبیعی و نیرومند است. برخی پژوهشگران نیز گمان داده‌اند که منظور از دارویی که در داستان زایش رستم به یاری سیمرغ برای بیهوشی و شکافتن پهلوی رودابه بکار رفته، هوم بوده‌است. نوشیدن افشره هوم که طبیعتی سرد دارد، موجب نوعی سرخوشی و شادی و احساس توانایی بیشتر می‌شود. نوشیدن مقدار زیاد یا غلیظ از افشره هوم، موجب تنگی عروق، بالارفتن فشار خون و سرگیجه و خواب‌آلودگی شدید می‌شود.
امروزه برای تهیه افشره هوم از افدرا، مقدار کمی از ساقه‌های تازه یا خشک آن را با اندکی آب در هاون می‌ریزند و می‌کوبند. برای بهترین نتیجه، معمولاً کوبیدن را تا چند روز و با فاصله‌های چند ساعته تکرار می‌کنند. سپس عصاره به دست آمده را بار دیگر با میزانی از آب یا شیر رقیق می‌کنند تا نسبت نهایی نوشیدنی آماده شده، برابر با دو تا پنج در هزار باشد. یعنی دو تا پنج گرم ساقه هوم برای یک لیتر نوشیدنی.
هوم را همان گیاه دارویی «افدرا» (ephedra) می‌دانند که دارای مقدار زیادی مادهٔ «افدرین» است و به‌کاربردن زیاد این ماده شادمانی و شوری در آدمی به‌همراه می‌آورد.
رویشگاه آن در ایران، افغانستان، پاکستان و هندوستان گزارش شده‌است. ویژگی این گیاه گل‌های زرد و کوچک و الیاف پر آن است. در «هوم‌یشت» دربارهٔ ویژگی این گیاه می‌خوانیم: زایمان آسان و ازدواج خوب برای دختران را آرزومند است. هوم در زمان هخامنشیان مورد استفاده شاهان هخامنشی در مراسم مذهبی مانند مهرگان بود که به آن شراب مقدس باشکوه (هوم باشکوه) و یادر زبان اوستایی که زبان مردم شرق ایران زمین بود، رئوهام یا رُهام ([که  پسر گودرز یکی از پهلوانان شاهنامه هم به همین نام است) هم می‌گفتند.